# Belchite
Belchite est une commune d’Espagne, dans la province de Saragosse, située dans la communauté autonome d'Aragon et dans la comarque du Campo de Belchite.
La ville de Belchite est une commune martyre de la guerre d'Espagne.

## Géographie
La ville est située à 49 kilomètres au sud-est de la ville de Saragosse, capitale de l'Aragon.

## Histoire
La ville est célèbre pour avoir été le site de l'une des batailles les plus symboliques, si ce n'est l'une des plus importantes, de la guerre d'Espagne. Le village fut pris et repris à de multiples reprises par les nationalistes puis par les républicains. Lors des combats de la bataille de Belchite, en août et septembre 1937, le village fut complètement détruit.
Plutôt que de le faire reconstruire, le dictateur Francisco Franco préfère bâtir un nouveau village, non loin du précédent, laissant les ruines intactes, exemple de ce qu'il présente comme les excès des républicains. 
Le village devient ainsi monument historique. Le lieu est aujourd'hui connu comme le Pueblo Viejo de Belchite. Des visites guidées peuvent être organisées et durent en moyenne 1h30.
Les ruines de cette commune, désormais ville fantôme, sont aujourd'hui un lieu de mémoire de la guerre d'Espagne. 

## Evénements médiatiques et postérité
- Les ruines ont été utilisées comme de décor au tournage de plusieurs films, tels que Les Aventures du baron de Münchhausen (1988) et Le Labyrinthe de Pan de Guillermo del Toro (2006)[3].

- La chanteuse espagnole Mónica Naranjo réalise en 2008 une séance photo dans les ruines du Pueblo Viejo de Belchite pour son album d'inspiration gothique TARÁNTULA, notamment dans le couvent de Saint-Augustin[4].

## Jumelage
La ville de Belchite est jumelée avec la commune française d'Oradour-sur-Glane, ville martyre de la Seconde Guerre mondiale.